# 亞美尼亞伊斯蘭教
亞美尼亞，是世界第一個基督教國家。伊斯蘭教在七世紀阿拉伯人入侵高加索後開始大舉進入，之後在定居在亞美尼亞高原，在政治和社會史中發揮了相當大的作用。隨著塞爾柱帝國十一和十二世紀的入侵，最後迫使許多安納托利亞的亞美尼亞基督徒皈依伊斯蘭教，融入穆斯林社區。

## 阿拉伯入侵
阿拉伯穆斯林第一次入侵亞美尼亞在公元640年，王子塞奧佐羅斯·拉斯圖尼率領的亞美尼亞人防禦，大約在公元652年達成和平協議，允許亞美尼亞人的宗教信仰自由。王子塞奧佐羅斯前往大馬士革，在那裡他被阿拉伯人公認的亞美尼亞，喬治亞和高加索阿爾巴尼亞統治者。
第七世紀末，哈里發對亞美尼亞和基督教信仰的政策強硬化。哈里發的州長被送到亞美尼亞執政，州長定居在迪文。儘管亞美尼亞被宣布為哈里發领域，但大部分亞美尼亞人仍然忠實於基督教。在第八世紀初，阿拉伯部落開始由漢志和新月沃土遷移並定居在亞美尼亞的主要中心城市。

## 中世紀
在中世紀時期，亞美尼亞穆斯林元素增長強勁。拜占廷在曼齐刻尔特战役慘敗，突厥人逐步渗入安納托利亞，最後使當地突厥化和伊斯蘭化。

## 鄂圖曼帝國
鄂圖曼帝國按照伊斯蘭教法統治，因此其他一神教徒作為齊米必須支付吉兹亞，作為回報，擔保宗教自治。而君士坦丁堡的亞美尼亞人從蘇丹的支持受益並成長為一個欣欣向榮的社區。而那些安納托利亞東方的亞美尼亞人則受當地庫爾德酋長和封建領主統治和虐待。

## 蘇聯時期至現代
隨著亞美尼亞歷史领土於1923年被歸入土耳其共和國，亞美尼亞的其餘部分成為了一部分亞美尼亞蘇維埃社會主義共和國。少數穆斯林居住在亞美尼亞，由於1991年亞美尼亞獲得獨立，絕大多數穆斯林人口暫住達伊朗等國家。直到2009年亞美尼亞當地的穆斯林人口不到0.1％，只有大約1000人左右是穆斯林。
亞美尼亞其鄰國除了喬治亞外幾乎都被伊斯蘭國家所包圍，但並未如西歐那樣有大量的伊斯蘭移民進入該國，使該國的穆斯林人數異常稀少，甚至於總人數還遠少於受地理阻隔的日本或朝鮮半島。

###### 文化遺產
在現代的亞美尼亞共和國，只有一個清真寺，那是藍色清真寺，在首都葉里溫

## 古蘭經
古蘭經的第一個從阿拉伯語翻譯成亞美尼亞語的印刷版本出現於1910年。古蘭經中的一個新的翻譯東亞美尼亞語由伊朗伊斯蘭共和國的使館幫助進行翻譯，工作在2007年完成。

## 外部連結
- CIA - The World Fact Book（页面存档备份，存于）

1. ↑  . web.archive.org. 2017-06-20  [2025-05-11].